# Piotr Gryza
Piotr Andrzej Gryza (ur. 21 kwietnia 1963 w Warszawie) – polski menedżer i urzędnik państwowy, w latach 2000–2001 kierownik Urzędu Nadzoru Ubezpieczeń Zdrowotnych, w latach 2015–2018 podsekretarz stanu w Ministerstwie Zdrowia.

## Życiorys
Absolwent Politechniki Warszawskiej, kształcił się podyplomowo w Szkole Głównej Handlowej w zakresie zarządzania finansami przedsiębiorstwa oraz prawa spółek. Był członkiem zarządu samorządu studenckiego PW, a także organizatorem struktur Niezależnego Zrzeszenia Studentów na tej uczelni. W latach 1987–1989 wydawca i redaktor podziemnego czasopisma „Bratnia Pomoc”, w 1989 został współzałożycielem Akademickiego Stowarzyszenia Katolickiego Soli Deo. W latach 90. zatrudniony w Instytucie Podstawowych Problemów Techniki Polskiej Akademii Nauk i w Departamencie Inwestycji Kapitałowych PKO BP. Był twórcą i w latach 1998–1999 dyrektorem Mazowieckiej Regionalnej Kasy Chorych. Od 2000 do 2001 kierował Urzędem Nadzoru Ubezpieczeń Zdrowotnych, a od 2006 do 2009 pozostawał prezesem Rady Narodowego Funduszu Zdrowia. Był także dyrektorem szpitala na Solcu (2003–2005) oraz prezesem stołecznej spółki komunalnej (2005–2010). Później współpracował z Instytutem Kardiologii i Centrum Systemów Informacyjnych Ochrony Zdrowia. Działał jako założyciel inicjatyw i organizacji społecznych oraz dziennikarz prowadzący audycje w Radiu Józef.
19 listopada 2015 powołany na stanowisko podsekretarza stanu w Ministerstwie Zdrowia, odpowiedzialnego za informatyzację, ubezpieczenia zdrowotne, fundusze europejskie i nadzór nad Narodowym Funduszem Zdrowia. Został członkiem Komitetu Rady Ministrów ds. Cyfryzacji. W lutym 2018 pozbawiony części kompetencji (nadzoru nad Departamentem Funduszy Europejskich i e-zdrowia, nad którym pieczę przejął Janusz Cieszyński). 12 marca 2018 złożył dymisję z zajmowanej funkcji.

## Odznaczenia
Odznaczony Złotym Krzyżem Zasługi (2010), Medalem Komisji Edukacji Narodowej (2017) oraz Medalem Diecezji Warszawsko-Praskiej (2017).